# Karavukovo
Karavukovo (cyr. Каравуково) – wieś w Serbii, w Wojwodinie, w okręgu zachodniobackim, w gminie Odžaci. W 2011 roku liczyła 4215 mieszkańców.